# Cogna
Cogna ist eine französische Gemeinde im Département Jura in der Region Bourgogne-Franche-Comté.

## Geographie
Cogna liegt auf 541 m, etwa 19 Kilometer südöstlich der Stadt Lons-le-Saunier (Luftlinie). Das Dorf erstreckt sich im Jura, im Süden des Plateaus von Champagnole, das sich östlich an die Senke des Ain anschließt, nördlich des Taleinschnitts des Drouvenant gegenüber dem Städtchen Clairvaux-les-Lacs.
Die Fläche des 6,60 km² großen Gemeindegebiets umfasst einen Abschnitt des französischen Juras. Das zentrale Gebiet wird von einem sanft nach Westen geneigten Plateau eingenommen, das durchschnittlich auf 550 m liegt. Es ist überwiegend von Acker- und Wiesland bedeckt, besitzt aber auch einige Waldflächen. Dieses Plateau wird im Süden und Westen durch den bis zu 50 m tiefen Taleinschnitt des Drouvenant (linker Zufluss des Ain) begrenzt, der auch die Gemeindegrenze markiert. Nach Osten steigt das Plateau allmählich an, und im Bereich des Col de Crillat wird mit 700 m die höchste Erhebung von Cogna erreicht.
Nachbargemeinden von Cogna sind Vertamboz und Uxelles im Norden, Saint-Maurice-Crillat im Osten, La Frasnée im Süden sowie Clairvaux-les-Lacs im Süden und Westen.

## Geschichte
Das Gemeindegebiet von Cogna war bereits in vorgeschichtlicher Zeit besiedelt. Erstmals urkundlich erwähnt wird die Ortschaft im 12. Jahrhundert. Der Ortsname leitet sich vom altfranzösischen Wort co(i)gne in der Bedeutung von Ecke, Winkel ab. Seit dem Mittelalter gehörte Cogna zum Herrschaftsgebiet der Baronie von Clairvaux-les-Lacs. Zusammen mit der Franche-Comté gelangte das Dorf mit dem Frieden von Nimwegen 1678 an Frankreich.

## Bevölkerung
| Jahr                       | 1962 | 1968 | 1975 | 1982 | 1990 | 1999 | 2005 | 2018 |
| Einwohner                  | 201  | 199  | 226  | 216  | 216  | 212  | 234  | 249  |
| Quellen: Cassini und INSEE |      |      |      |      |      |      |      |      |

Mit 235 Einwohnern (Stand 1. Januar 2022) gehört Cogna zu den kleinen Gemeinden des Départements Jura. Nachdem die Einwohnerzahl in der ersten Hälfte des 20. Jahrhunderts abgenommen hatte (1911 wurden noch 268 Personen gezählt), wurden seit Beginn der 1960er Jahre nur noch geringe Schwankungen verzeichnet.

## Wirtschaft und Infrastruktur
Cogna war bis weit ins 20. Jahrhundert hinein ein vorwiegend durch die Landwirtschaft geprägtes Dorf. Daneben gibt es heute einige Betriebe des Klein- und Mittelgewerbes, darunter ein Unternehmen, das elektronische Bauteile herstellt. Mittlerweile hat sich das Dorf auch zu einer Wohngemeinde gewandelt. Viele Erwerbstätige sind Wegpendler, die in den größeren Ortschaften der Umgebung ihrer Arbeit nachgehen.
Die Ortschaft ist verkehrstechnisch gut erschlossen. Sie liegt an der Hauptstraße N78, die von Lons-le-Saunier nach Saint-Laurent-en-Grandvaux führt. Weitere Straßenverbindungen bestehen mit Uxelles, Crillat und La Frasnée.